# 美国50州25美分纪念币
50州纪念币（英語：50 State Quarters）是美国发行的25美分纪念硬币系列，藉此讓年輕一代了解各州的人文歷史。该系列在1997年12月1日经过克林顿总统签署的105-124法案通过后，於1999年始铸，為期十年，至2008年完成，平均每年发行代表五個州的硬币。

## 50州纪念币發行计划
在计划期间，依各州加入美國聯邦之日期先後順序（從最早的特拉华，到最後的夏威夷，前後相差172年）每年每次間隔約10個星期，各推出一款（即以每两个半月的进度发行一款纪念币），一年共五款具各州歷史、地理或各式豐富國家資源特色的25美分銅鎳錢幣。每枚纪念币代表各个州独特的历史，传统和标志，由各个州的民眾设计圖案并由州政府选择。
每枚纪念币，重5.670克、直徑24.26毫米（0.955英吋），均以第一任總統——華盛頓的肖像作為正面圖案。背面圖案则各自彰显本州的地理特点、光荣历史和人物，由每个州经过全州设计比赛所诞生的图案，最后由各州的州长和美国财政部长审批后才定案。
1997年法案規定如果聯邦領地或联邦区在2009年之前成为聯邦州，可以发行該州的纪念币。计划最初只包括聯邦50个州，2007年12月国会通过美國哥倫比亞特區及自治領地25美分紀念幣的立法，扩大到包括哥伦比亚特区，波多黎各和北马里亚纳群岛以及关岛，维尔京群岛和美属萨摩亚。

## 纪念币详细资料
| 州                 | 发行日期 (該州加入聯邦的日期)     | 硬币发行数量  | 图案                                 | 描述的事物 |
| ------------------ | --------------------------------- | ------------- | ------------------------------------ | --- |
| 特拉华州           | 1999年1月1日 （1787年12月7日）    | 774,824,000   | Delaware quarter                     | 凯撒·罗德尼（Caesar Rodney）騎馬趕赴公務 文字：『第一州（The First State），凯撒·罗德尼（Caesar Rodney）』 |
| 宾夕法尼亚州       | 1999年3月8日 （1787年12月12日）   | 707,332,000   | Pennsylvania quarter                 | 『联邦Commonwealth』雕像，州的轮廓，拱心石 文字：『美德，自由，独立（Virtue，Liberty，Independence）』 |
| 新泽西州           | 1999年5月17日 （1787年12月28日）  | 662,228,000   | New Jersey quarter                   | 翠頓之役關鍵，喬治·華盛頓率軍橫渡德拉瓦河，奇襲英軍。 文字：『獨立戰爭（革命）的十字路口。（Crossroads of the Revolution）』 |
|                    | 1999年7月19日 （1788年1月2日）    | 939,932,000   | Georgia quarter                      | 桃子，南部橡木的嫩枝，州的轮廓 横幅文字：『智慧，正义，适度（Wisdom，Justice，Moderation）』 |
| 康涅狄格州         | 1999年10月12日 （1788年1月9日）   | 1,346,624,000 | Connecticut quarter                  | 宪章橡木 文字：『宪章橡木（The Charter Oak）』 |
| 马萨诸塞州         | 2000年1月3日 （1788年2月6日）     | 1,163,784,000 | Massachusetts quarter                | 獨立戰爭時大陸軍義勇兵雕像，州的轮廓 文字：『海湾州（The Bay State）』 |
| 马里兰州           | 2000年3月13日 （1788年4月28日）   | 1,234,732,000 | Maryland quarter                     | 馬里蘭州議會大廈，白橡木的樹枝 文字：『老戰线之州（The Old Line State）』 |
| 南卡罗来纳州       | 2000年5月22日 （1788年5月23日）   | 1,308,784,000 | South Carolina quarter               | 扇櫚树，卡罗来纳鹪鹩，黄色茉莉花，州的轮廓 文字：『扇櫚州（The Palmetto State）』 |
| 新罕布什尔州       | 2000年8月7日 （1788年6月21日）    | 1,169,016,000 | New Hampshire quarter                | 老人岩（山名），九颗星（第九個加入聯邦） 文字：『老人岩（Old Man of the Mountain），自由或死（Live Free or Die）』 |
| 弗吉尼亚州         | 2000年10月16日 （1788年6月25日）  | 1,594,616,000 | Virginia quarter                     | 苏珊·康斯坦號（Susan Constant），意義為成功的祝福與發現 文字：『詹姆斯敦（Jamestown，1607-2007），（1607年英国在美洲建立的一个殖民地，在弗吉尼亚州詹姆士河的河口处，是美國第一個居住地）400周年纪念Quadricentennial』                                                                 |
| 纽约州             | 2001年1月2日 （1788年7月26日）    | 1,275,040,000 | New York quarter                     | 自由女神像，十一颗星（第十一個加入聯邦），州的轮廓（含哈德遜河及伊利运河） 文字：『通往自由（Gateway to Freedom）』 |
| 北卡罗来纳州       | 2001年3月12日 （1789年11月21日）  | 1,055,476,000 | North Carolina quarter               | 萊特飞机，萊特兄弟（Wright brothers） 文字：『首次飞行（First Flight）』 |
| 罗德岛州           | 2001年5月21日 （1790年5月29日）   | 870,100,000   | Rhode Island quarter                 | 葡萄酒帆船在納拉甘西特灣，佩尔大桥（Pell Bridge） 文字：『海洋州（The Ocean State）』 |
| 佛蒙特州           | 2001年8月6日 （1791年3月4日）     | 882,804,000   | Vermont quarter                      | 楓樹與樹汁桶（產楓糖、駝峰山（Camel's Hump Mountain） 文字：『自由和团结（Freedom and Unity）』 |
| 肯塔基州           | 2001年10月15日 （1792年6月1日）   | 723,564,000   | Kentucky quarter                     | 柵欄後方的純種賽馬，联邦小山豪宅 文字：『我的老肯塔基家（My Old Kentucky Home）』 |
| 田纳西州           | 2002年1月2日 （1796年6月1日）     | 648,068,000   | Tennessee quarter                    | 小提琴，喇叭，吉他，乐谱，三个星 横幅文字：『音乐遗产（Musical Heritage）』 |
| 俄亥俄州           | 2002年3月18日 （1803年3月1日）    | 632,032,000   | Ohio quarter                         | 萊特飞机，尼尔·阿姆斯特朗（登月第一人，出生于本州Wapakoneta），州的轮廓 文字：『航空开辟者的诞生地』 |
| 路易斯安那州       | 2002年5月30日 （1812年4月30日）   | 764,204,000   | Louisiana quarter                    | 鹈鹕；喇叭和乐符，在美国地图上购买的路易斯安那州轮廓 文字：『路易斯安那购地（Louisiana Purchase）』 |
| 印地安那州         | 2002年8月2日 （1816年12月11日）   | 689,800,000   | Indiana quarter                      | 赛车，州的轮廓，19个星 文字：『美国十字路Crossroads of America』 |
| 密西西比州         | 2002年10月15日 （1817年12月10日） | 579,600,000   | Mississippi quarter                  | 二朵开花的木兰 文字：『木兰州（The Magnolia State）』 |
| 伊利诺州           | 2003年1月2日 （1818年12月3日）    | 463,200,000   | Illinois quarter                     | 年轻的林肯；农场情景；芝加哥地平线；州的轮廓；21个星（11个在左边和10个在右边） 文字：『林肯土地（Land of Lincoln）』，『21世纪之州（21st state/century）』 |
| 亚拉巴马州         | 2003年3月17日 （1819年12月14日）  | 457,400,000   | Alabama quarter                      | 海伦·凯勒，分支的长叶松，开花的木兰 横幅文字：『勇气的精神（Spirit of Courage）』 文字：『海伦·凯勒Helen Keller』和盲人點 |
| 缅因州             | 2003年6月2日 （1820年3月15日）    | 448,800,000   | Maine quarter                        | 沛馬奎特燈塔（Pemaquid Lighthouse）；海上的縱帆船 |
| 密苏里州           | 2003年8月4日 （1821年8月10日）    | 453,200,000   | Missouri quarter                     | 閘道拱門（紀念傑佛遜擴展領地），刘易斯和克拉克从密苏里河返回 文字：『探索隊（Corps of Discovery）1804-2004』 |
| 阿肯色州           | 2003年10月20日 （1836年6月15日）  | 457,800,000   | Arkansas quarter                     | 鑽石，稻米，野鸭飞行在湖之上 |
| 密歇根州           | 2004年1月26日 （1837年1月26日）   | 459,600,000   | Michigan quarter                     | 州的轮廓及五大湖的轮廓 文字：『大湖州（Great Lakes State）』 |
| 佛罗里达州         | 2004年3月29日 （1845年3月3日）    | 481,800,000   | Florida quarter                      | 西班牙大型帆船，蓝棕榈树，航天飞机 文字：『发现之路（Gateway to Discovery）』 |
| 德克萨斯州         | 2004年6月1日 （1845年12月29日）   | 541,800,000   | Texas quarter                        | 州的轮廓，星，繩子（左右各一） 文字：『孤星州（The Lone Star State）』 |
| 爱荷华州           | 2004年8月30日 （1846年12月28日）  | 465,200,000   | Iowa quarter                         | 校舍，老师和学生种树， 文字：『教育於基礎（Foundation in Education），葛兰特·伍德將軍樹（Grant Wood）』 |
| 威斯康星州         | 2004年10月25日 （1848年5月29日）  | 453,200,000   | Wisconsin quarter                    | 母牛的头，圆乳酪和玉米穗. 文字：『向前（Forward）』 |
| 加利福尼亚州       | 2005年1月31日 （1850年9月9日）    | 520,400,000   | California quarter                   | 约翰·缪尔（John Muir），加州神鹫和Half Dome（半圓頂巨岩） 文字：『约塞米蒂国家公园（Yosemite Valley）』 |
| 明尼苏达州         | 2005年4月4日 （1858年5月11日）    | 488,000,000   | Minnesota quarter                    | 潜鸟，钓鱼，州的輪廓 文字：『万湖之地（Land of 10,000 Lakes）』 |
| 俄勒冈州           | 2005年6月6日 （1859年2月14日）    | 720,200,000   | Oregon quarter                       | 火山口湖国家公园 文字：『火山口湖（Crater Lake）』 |
| 堪萨斯州           | 2005年8月29日 （1861年1月29日）   | 563,400,000   | Kansas quarter                       | 北美野牛，向日葵 |
| 西弗吉尼亚州       | 2005年10月14日 （1863年6月20日）  | 721,600,000   | West Virginia quarter                | 新河峡大桥（New River Gorge Bridge） 文字：『新河峡（New River Gorge）』 |
| 内华达州           | 2006年1月31日 （1864年10月31日）  | 589,800,000   | Nevada quarter                       | 奔馳的野馬、山脈與升起的太陽、山艾樹樹枝（左右各一）。 文字：『產银州（The Silver State）』 |
| 内布拉斯加州       | 2006年4月3日 （1867年3月1日）     | 591,000,000   |                                      | 烟囱石，康內斯托加式寬輪篷車（拓荒者所用） 文字：『烟囱石（Chimney Rock）』 |
| 科罗拉多州         | 2006年6月14日 （1876年8月1日）    | 569,000,000   |                                      | 落磯山脈 文字：『多采多姿的科罗拉多（Colorful Colorado）』 |
| 北达科他州         | 2006年8月28日 （1889年11月2日）   | 664,800,000   | North Dakota quarter                 | 北美野牛，草原 |
| 南达科他州         | 2006年11月9日 （1889年11月2日）   | 510,800,000   |                                      | 拉什莫尔山，环颈野鸡，麥穗（左右各一） |
| 蒙大拿州           | 2007年1月29日 （1889年11月8日）   | 495,040,000   | Montana quarter                      | 北美野牛的頭骨，山 文字：『大天空之州（Big Sky Country）』 |
| 华盛顿州           | 2007年4月11日 （1889年11月11日）  | 545,200,000   | Washington quarter                   | 鮭魚，瑞尼爾山（參見：瑞尼爾山國家公園） 文字：『常青州（The Evergreen State）』 |
| 爱达荷州           | 2007年6月5日 （1890年7月3日）     | 581,400,000   |                                      | 遊隼，州的輪廓 文字：『永遠生存（州的座右銘（西班牙文），Esto Perpetua）』 |
| 怀俄明州           | 2007年9月4日 （1890年7月10日）    | 564,400,000   | Wyoming quarter                      | 騎士與彎曲的野馬 文字：『平等州（The Equality State）』 |
| 犹他州             | 2007年11月5日 （1896年1月4日）    | 508,200,000   | Utah quarter                         | 金釘，首次貫通的越洲鐵路 文字：『西部的十字路口（Crossroad of The West）』 |
| 俄克拉何马州       | 2008年1月28日 （1907年11月16日）  | 416,600,000   |                                      | 剪尾王霸鹟（俄克拉荷马州的州鸟） |
| 新墨西哥州         | 2008年4月7日 （1912年1月6日）     | 488,600,000   | New Mexico quarter                   | 这个符号，从齐亚普韦布洛人，代表给予所有好的事物。从中央圆圈，代表生命和爱没有开始或结束的时候，四组四个射线代表四个四：四个方向，四个季节，一天的四个部分（日出，中午，傍晚和夜间），和人生的四个部分（童年，青年，成年和老年）。美洲印第安人的文化也有很大影响 文字：“迷人的土地。” |
| 亚利桑那州         | 2008年6月2日 （1912年2月14日）    | 509,600,000   | Arizona quarter                      | 亚利桑那州的大峡谷和仙人掌 横幅文字：“大峡谷州” |
| 阿拉斯加州         | 2008年8月23日 （1959年1月3日）    | 505,800,000   | Alaska quarter                       | 棕熊正在捕捉三文鱼 文字：“伟大的土地（The Great Land）” |
| 夏威夷州           | 2008年11月4日 （1959年8月21日）   | 517,600,000   | Hawaii quarter                       | 夏威夷前国王卡密哈米哈一世指向夏威夷各岛。 文字：“疆土之生命永存于正义中”（夏威夷语：Ua Mau ke Ea o ka ʻĀina i ka Pono）。 |
| 华盛顿哥伦比亚特区 | 2009年1月26日 （1790年7月16日）   | 172,400,000   | Discrict of Columbia quarter         | 艾灵顿公爵坐在一架钢琴前。 文字：“艾灵顿公爵”和“Justice for all” |
| 波多黎各           | 2009年3月30日 （1898年12月10日）  | 139,200,000   | Puerto Rico quarter                  | 历史悠久的卡斯蒂略圣费利佩德莫罗塔和木槿花 文字：“魅力之岛”（西班牙文）（Isla del Encanto） |
| 关岛               | 2009年5月26日 （1898年12月10日）  | 87,600,000    | Guam quarter                         | 岛屿轮廓，帆船和拉提石 文字：“关岛田野我查莫罗人” |
| 美属萨摩亚         | 2009年7月27日 （1900年1月16日）   | 82,200,000    | American Samoa quarter               | 塔诺亚，萨摩亚土著宗教仪式中的魔杖和扫帚和椰子树 文字：“在萨摩亚，上帝第一” |
| 美属维尔京群岛     | 2009年9月28日 （1917年3月31日）   | 82,000,000    | United States Virgin Islands quarter | 维尔京群岛独有棕榈树，花和鸟 文字：“在自豪和希望中联合” |
| 北马里亚纳群岛     | 2009年11月30日 （1978年1月9日）   | 72,800,000    | Northern Mariana Islands quarter     | 棕榈树，沙滩，帆船，拉提石和马里亚纳果鸠 |

硬币图片来自美国铸币局

## 年份地圖
|  |

| 顏色 | 年份   | 首發行             | 次發行       | 第三發行     | 第四發行     | 第五發行     | 第六發行       |
| ---- | ------ | ------------------ | ------------ | ------------ | ------------ | ------------ | -------------- |
|      | 1999年 | 特拉华州           | 宾夕法尼亚州 | 新泽西州     | 乔治亚州     | 康涅狄格州   |                |
|      | 2000年 | 麻萨诸塞州         | 马里兰州     | 南卡罗来纳州 | 新罕布什尔州 | 弗吉尼亚州   |                |
|      | 2001年 | 纽约州             | 北卡罗来纳州 | 罗德岛州     | 佛蒙特州     | 肯塔基州     |                |
|      | 2002年 | 田纳西州           | 俄亥俄州     | 路易斯安那州 | 印地安那州   | 密西西比州   |                |
|      | 2003年 | 伊利诺州           | 亚拉巴马州   | 缅因州       | 密苏里州     | 阿肯色州     |                |
|      | 2004年 | 密歇根州           | 佛罗里达州   | 德克萨斯州   | 衣阿华州     | 威斯康星州   |                |
|      | 2005年 | 加利福尼亚州       | 明尼苏达州   | 俄勒冈州     | 堪萨斯州     | 西弗吉尼亚州 |                |
|      | 2006年 | 内华达州           | 内布拉斯加州 | 科罗拉多州   | 北达科他州   | 南达科他州   |                |
|      | 2007年 | 蒙大拿州           | 华盛顿州     | 爱达荷州     | 怀俄明州     | 犹他州       |                |
|      | 2008年 | 俄克拉何马州       | 新墨西哥州   | 亚利桑那州   | 阿拉斯加州   | 夏威夷州     |                |
|      | 2009年 | 華盛頓哥倫比亞特區 | 波多黎各     | 關島         | 美屬薩摩亞   | 美屬維京群島 | 北马里亚纳群岛 |

## 收藏价值
美国联邦铸币局发行的50州25美分纪念币，目的是激励美国民众的兴趣。因为在过去50年的美国历史上，钱币的设计相对来说很少变化。
威斯康星州的纪念币，由于模具问题出现了图案差异。在大多数硬币上，玉米左下方并没有一片小叶子；而在个别硬币上，则有一片朝上的小叶子；在另外一些硬币上，则有一片弯下来的小叶子。从费城铸币局出来后，一套全部三枚硬币2005年2月在eBay网站上的售价为$300。

## 设计的特点

### 特拉华州
特拉华州于1787年12月7日加入联邦政府。该州25美分币背面图案为凯撒·罗德尼历史性的骑马图案。凯撒·罗德尼是大陆会议的一名代表。1776年7月1日，尽管身患哮喘和癌症，凯撒·罗德尼冒着暴雨，骑马80英里赶到费城。第二天，他准时到达独立厅，投下了象征国家独立的决定性一票。在所有的特拉华人中，他担任的公职最多。除了是一名极其敬业的代表外，他同时还是一名军人、法官和特拉华州议会议长。图案上另外有“THE FIRST STATE”的字样，以表明该州是第一个加入联邦的州。

### 宾夕法尼亚州
宾夕法尼亚州于1787年12月12日加入联邦政府。该州图案上有邦联雕像，该州轮廓、铭言“美德，自由，独立”和一块冠石。这幅图案使人民能进一步了解1787年12月1日成立的美国第二个州的起源。由纽约雕刻家罗兰·辛顿·佩里（Roland Hinton Perry）雕刻的邦联雕像，是一座高为14.6米的镀铜女性像。自1905年5月25日以来，该雕像就一直矗立在首府哈里斯堡的州议会圆顶屋上。妇女友善的伸出右手，左手抓着象征公正的手杖。图案中的冠石则代表着州的别称--“冠石之州”。1802年托马斯·杰斐逊所在的共和党胜利后，宾夕法尼亚被命名为“联邦的冠石”。此称号反映了宾夕法尼亚州在美国经济、社会和政治发展中的重要地位。

### 新泽西州
新泽西州于1787年12月18日加入联邦政府。该州图案描述了独立战争时期，乔治·华盛顿率领殖民地军队渡过特拉华河取得重要胜利的场面。1776年一个寒冷的圣诞夜，特拉华河多处结冰，华盛顿将军估计敌人不会在如此天气中做好防备，他带领部下勇敢地渡过特拉华河，到达新泽西的特伦顿。华盛顿和他的士兵们发动突然袭击，俘虏了900多名英军，解放了该城镇。接着，他们继续行军到普林斯顿，同样奇袭打垮了敌人。这两场战争的胜利极大鼓舞了士兵的勇气、希望和自信。缴获的军火、食物和其他给养也帮助他们顺利度过了1777年的寒冬。币面图案来源于1851年埃曼纽尔·劳以柴（Emmanuel Leutze）的油画——《华盛顿渡过特拉华河》。该币开创了华盛顿同时出现在流通币正反两面的先河。

### 乔治亚州
乔治亚州于1788年1月2日加入联邦政府。币面图案反映了这个传统的、多元化南方州的多种标志。图案中州轮廓内是该州的特产——桃子，州轮廓两边环绕着槲树枝条，以表达对这种州树的敬意。图案中另有三条警言“WISDOM, JUSTICE, MODERATION”，代表了该州的铭志“智慧、公正、谦虚”。该币图案虽然简单，却充分反映了乔治亚州的特征。

### 康涅狄格州
康涅狄格州于1788年1月9日加入联邦政府。该币为1999年发行的最后的一枚25美分流通币。币面图案为“宪章橡树”--康涅狄格传统及其存在不可分割的一部分。如果不是因为这棵“宪章橡树”，康涅狄格，甚至整个美国都将改变其历史。1687年10月31日夜，英国国王詹姆斯二世的代表命令解散康涅狄格政府。康涅狄格宪章被放在谈判桌上，双方代表围绕宪章展开了激烈的讨论。突然间，蜡烛熄灭了，房间顿时暗了下来。当蜡烛重新点燃后，代表们发现宪章奇怪地消失了，讨论只好结束，康涅狄格政府也因此而幸免于难。原来，是英雄船长约瑟夫·瓦兹沃思（Joseph Wadsworth）勇敢地拿走了宪章，藏到了他所能找到的最安全的地方——一棵白橡树洞内。从此，这棵橡树就成为了康涅狄格的保护标志。但在1856年8月21日，一场暴风雨最终吹倒了“宪章橡树”。在1998年康涅狄格25美分硬币图案竞选时，市民纷纷投票以“宪章橡树”为题材的图案，以表达他们的敬仰之情。

### 马萨诸塞州
马萨诸塞州，又名麻省，于1788年2月6日加入联邦。麻省25美分硬币是新千年的第一枚硬币，币面图案为麻省民兵雕像——立于麻省康科德民兵国家历史公园门前。此图案记载了麻省不同寻常的历史。独立战争期间，民兵团结起来，为打败英军，赢得美国独立立下了汗马功劳。这些由农民和殖民者组成的小规模的、流动的武装队伍，经常集中训练，时刻准备着参加战斗。因为有时战斗仅持续一分钟，他们获得了“THE MINUTEMAN”的称号。图案中民兵的背景是麻省的地形轮廓，币面右边简单注明了该州的特征——“海湾之州”。民兵作为主题的构想由两名6年级和7年级的学生提出来的，麻省是惟一一个只要求学生设计硬币图案的州。

### 马里兰州
马里兰州于1788年4月28日加入联邦。币面图案为马里兰州政府的圆顶大楼。这座建筑于1722年建成，是美国没有使用钉子的最大木制建筑物。它是州议会所在处，它还曾在美国历史上发挥了重要作用。1783－1784年，马里兰是美国和平时代的第一个首都所在地。在此圆顶大楼里签署的1783年巴黎條約正式结束了独立战争，美国取得了胜利。作为国家保护文物，圆顶大楼仍是美国立法机关使用的最古老的州首府建筑物。

### 南卡罗来纳州
南卡罗来纳州于1788年5月23日加入联邦。币面图案为该州的地形轮廓，在首府哥伦比亚所在位置特意用一颗星星作标志，另外有蒲葵树、卡罗来纳鹪鹩和黄茉莉。卡罗来纳鹪鹩和黄茉莉是该州的特产动植物。州树蒲葵的渊源要追溯到独立战争时期。1776年，殖民者在由蒲葵树干做成的一个小堡垒内击退了企图占领查尔斯顿港的英国舰队。从此，该州被称为“蒲葵州”。州长在最后决定币面图案时指出：蒲葵树代表了州的力量；鹪鹩的歌声象征了该州人民的热情好客；而黄茉莉则预示着春天即将到来，展现了美丽的自然风貌。

### 新罕布什尔州
新罕布什尔州于1788年6月21日加入联邦。币面图案反映了该州最奇特的自然景观——“山中老人”，币面上还有州铭言“自由地活着或死去”，币的边缘排列着9颗星星，代表着新罕布什尔州第9个加入联邦。“山中老人”位于去往北部法兰克山的卡农山上。这块由五层红花岗岩构成的石头酷似一个凝视东方的老人头。地理学家认为：这些花岗岩的层块是2000－10000年前冰川时代的法兰克山上巨大的冰块的锻造和移动作用形成的。现在，人们用缆绳和螺丝固定这块高40英尺，宽25英尺的石块，以防滑坡和损坏。

### 弗吉尼亚州
弗吉尼亚州于1788年6月25日加入联邦。币面图案为美国第一个永久性的英属殖民地——詹姆斯敦。到2007年，詹姆斯敦将拥有400年的历史。图案上画的是第一批英国殖民者到达美州时乘坐的三艘船。1606年4月10日，英国国王詹姆斯一世 (英国)授权弗吉尼亚公司在新大陆开辟殖民地。由图案中的三艘船组成的第一次远征队伍于1606年12月20日从伦敦出发，1607年5月12日，他们在离切萨皮克海湾60英里的詹姆士河边的一个小岛上登陆。最初的殖民者（104个男人和小孩）在此建立了第一个永久性的英属殖民地——詹姆士顿，以纪念国王詹姆士一世。

### 纽约州
纽约州于1788年7月26日加入联邦。该州币是2001年第一枚25美分硬币，图案为自由女神像、该州轮廓和“自由之门”的铭刻。纽约地形轮廓上用线条标注了哈得孙河和伊利河。1886年10月28日，美国总统格罗弗·克利夫兰接受了法国人民的礼物——象征美国的自由女神像。1924年10月15日，自由女神成为国家的纪念标志。1986年7月4日，人们对百岁女神进行了大规模的翻新重建。币面的图案象征了纽约作为成百万为寻求政治自由和民主的移民的“帝国之州”的地位，同时也纪念哈得孙河和伊利河所发挥的巨大作用。

### 北卡罗来纳州
北卡罗来纳州于1789年11月21日加入联邦。币面图案为《第一次飞行》，纪念了1903年12月17日一次成功的飞行表演。该飞行器比空气重，采用自我驱动力，被人们称作“飞鸟”。第一次的飞行距离为37米，开创了人类历史上最伟大的成就之一。

### 罗德岛州
罗德岛州于1790年5月29日加入联邦。为纪念该州作为“海洋之州”，图案选用了一艘帆船航行于著名的纳拉干海湾，背景为Pell桥，反映了该州最风行的体育运动——帆船比赛。作为美国最小的州，罗德岛拥有400英里的海岸线和100多处淡咸水海滩。作为美国的“帆船之都”，罗德岛已举办了50多年的美国杯比赛。纳拉干海湾对罗德岛的构成非常重要。该湾是大西洋的入水口，深入罗德岛东部，汇集了四条主要河流，几座小岛。

### 佛蒙特州
佛蒙特州于1791年加入3月4日联邦。币面上的驼峰山上是一棵挂着桶的枫树。佛蒙特州素有“绿色之州”的美称，是13个殖民地外第一个加入联邦的州。佛蒙特州最著名的是滑雪、枫叶糖和糖浆。在19世纪蔗糖没被引进前，美国人主要食用佛蒙特州的枫叶糖。驼峰山是佛蒙特州最高的山脉之一，因酷似骆驼的双峰而得名。在评选过程中，5幅参选的作品都有驼峰山。

### 肯塔基州
肯塔基州于1792年6月1日加入联邦。币面图案为州大厦、联邦山和栅栏里的一匹赛马。肯塔基是西部第一个加入联邦的州，也是自称“共同体”四个州之一。肯塔基每年举行全国最长距离的赛马比赛，著名的“蓝色草原”是世界上最好的赛马的出产地之一。币面另一个著名标志是联邦山，在那里，诞生了世界名曲——“我的肯塔基老家”。

### 田纳西州
田纳西州于1796年6月1日加入联邦。该州币是2002年第一枚、总第16枚25美分硬币。币面图案反映了田纳西州为美国音乐遗产所做的贡献。图案中的三颗星星代表着田纳西州的三个地区，三种乐器代表了三个地区不同的音乐风格。提琴代表的是东田纳西的阿巴拉契亚音乐；小号代表的是西田纳西著名的蓝调音乐；吉它代表的是中部田纳西纳什维尔的乡村音乐。

### 俄亥俄州
俄亥俄州于1803年3月1日加入联邦。币面图案为一架早期飞机和一名宇航员，并辅以该州的轮廓。图案反映了俄亥俄州对美国航空事业的杰出贡献。图案上注有“航空先驱者的出生地”。确实，俄亥俄州诞生了多位航空先驱，创造了历史的宇航员尼尔·阿姆斯特朗和约翰·格伦、飞机的发明人之一奥维尔·怀特都出生在这里，也正是在俄亥俄州奥维尔·怀特和维尔伯·怀特兄弟进行了他们最早的飞行试验。

### 路易斯安那州
路易斯安那州于1812年4月30日加入联邦。币面图案为州鸟鹈鹕、带音符的小号、购买的路易斯安那地区的轮廓。1803年，托马斯·杰斐逊从拿破仑·波拿巴手中用1300万美元购买了路易斯安那地区。此举使美国新增了13个州，领土扩大了一倍，一举成为世界上领土最大的国家之一。硬币上的小号象征着令全球数百万人痴狂的爵士乐。爵士乐100多年前在新奥尔良诞生，是蓝调、拉格泰姆音乐和行军乐的混合。众多音乐家把爵士乐从新奥尔良推广到世界各地，使之风靡整个20世纪。

### 印第安纳州
印第安纳州于1816年12月11日加入联邦。币面图案代表了该州在著名的印第安纳波利斯500赛车中的骄傲。图案上有一辆赛车，背景为该州的轮廓，还有“美国的十字路口”，19颗星星表示该州为第19个加入联邦。印地安那波利斯赛车道是1909年为研究用所修建的一条长2.5英里的跑道，无论是过去还是现在，当跑道用作研究用时，其最著名的还是在它上面进行的汽车比赛。最著名的是Indy500赛车比赛——世界上历史最悠久的汽车比赛。从1911年起，除了两次世界大战，每年都会举行。Indy500的第一个冠军驾驶的赛车被认为是世上第一部只有一个座位且使用观后镜的汽车。从此以后，Indy500就成了一项国际性的赛事。

### 密西西比州
密西西比州于1817年12月10日加入联邦，币面图案是漂亮的州花——木兰（Magnolia）的花朵和叶子。木兰以法国植物学家Pierre Magnol命名。自亚洲引进后，在美国南部非常盛行，以至于1952年，密西西比州把它选作州花。1900年，当学生们选择木兰作州花时，由于是非官方的，州议会没有承认结果。在1935年举行的评选州树的过程中，木兰获得了压倒性支持，并于1938年4月1日正式成为州树。1952年2月26日，再一次的选举中，木兰以仅一票反对而当选为州花。

## 设计的问题
此套纪念币由美国三个不同铸币局铸造，分别是三藩市铸币局（代号S）、费城铸币局（代号P）及丹佛铸币局（代号D），其中三藩市铸币局负责铸造银及精装币为主，而费城及丹佛铸币局铸造流通币。
密苏里州纪念币设计比赛优胜者保罗·杰克逊，声称铸币局的雕刻师将他图案设计解释为“dumbed down”（没文化）。铸币局则阐明杰克逊的设计“uncoinable”（无法铸成）。
在佐治亚州纪念币发布后，《查塔努加自由时间新闻》一篇文章指出一个明显的差错，即佐治亚州的描画轮廓看上去偏离了达德县（Dade）之外，而达德县是在佐治亚州的西北极端部份。
还有些是关于田纳西州的一些争论。一些来源声称田纳西州硬币上一些反映本州的乐器有误，譬如小提琴，吉他和喇叭。最后的设计采用的是田纳西州的一名来自德顿市的田纳西中学的年轻妇女的设计。

## 外部連結

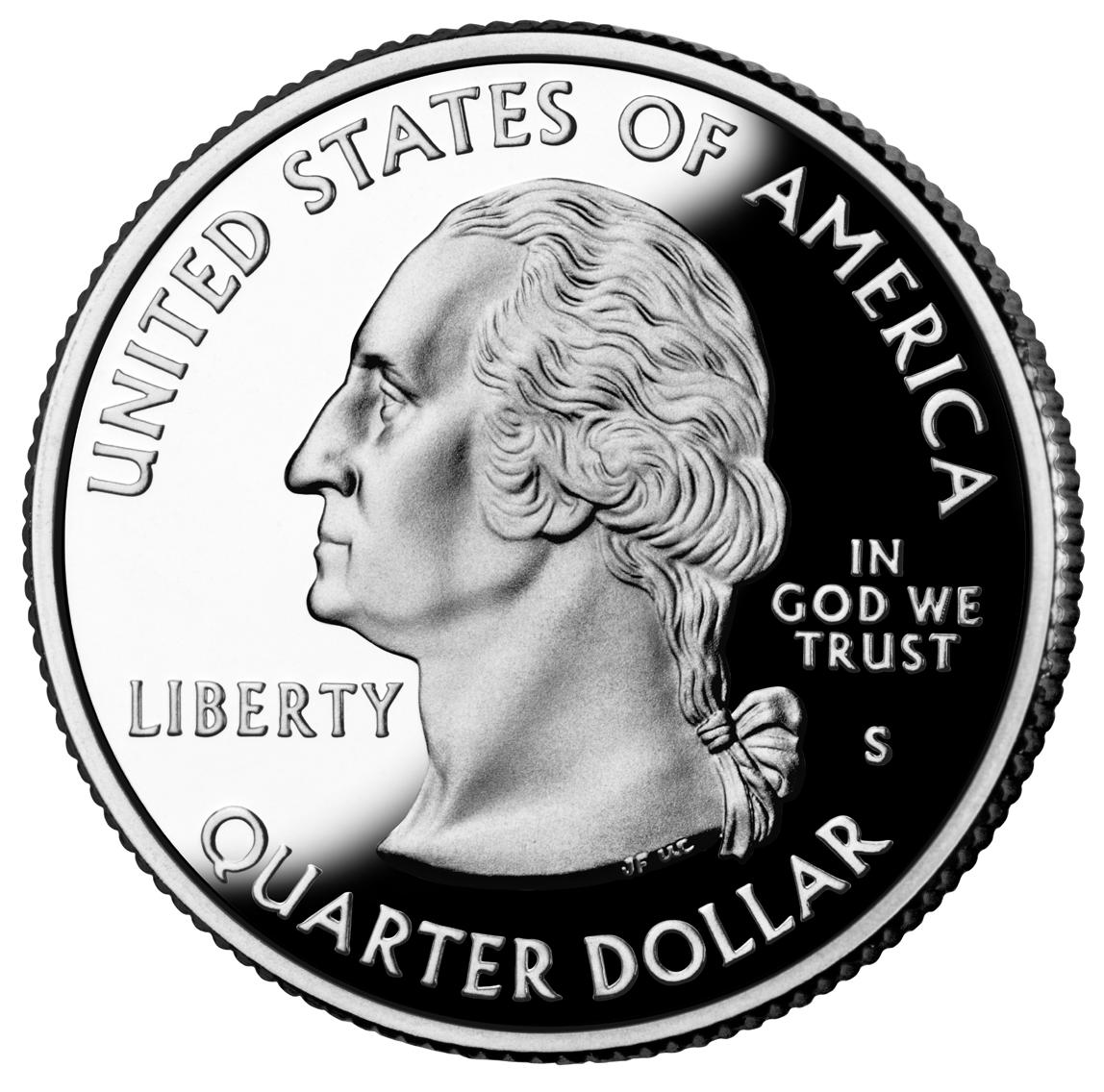
25美分纪念币正面

- The 50 State Quarters Program of the United States Mint Official Website
- State Quarter Designs （页面存档备份，存于）
- 美国50州25美分纪念币 (目錄和畫廊)[]